# RU Hodimontoise
RU Hodimontoise was een Belgische voetbalclub uit Verviers. De club was aangesloten bij de KBVB met stamnummer 89 en had wit en rood als kleuren. Hodimont was een van de oudere clubs van het land, maar speelde nooit in de nationale reeksen.
De club speelde in het Stade Léon Rodez in Lambermont.

## Geschiedenis
Rond 1911 ontstond Union Hodimontoise FC uit Hodimont. De club ging van start in de regionale afdelingen. De club bleef altijd in de provinciale reeksen spelen.
Tot 2015 speelde Hodimontoise in Vierde Provinciale, het laagste provinciale niveau, waar het regelmatig bij de laatsten eindigde.

Na het seizoen 2014/15 waarin nul punten verzameld werden, gooide de club de handdoek in de ring en werd opgedoekt.

## Resultaten
| Seizoen | Klasse | Klasse | Klasse | Klasse | Klasse | Klasse | Klasse | Klasse | Klasse | Reeks             | Punten | Opmerkingen |
|         | I      | I      | II     | III    | IV     | P.I    | P.II   | P.III  | P.IV   |                   |        |             |
| ------- | ------ | ------ | ------ | ------ | ------ | ------ | ------ | ------ | ------ | ----------------- | ------ | ----------- |
| 2008/09 |        |        |        |        |        |        |        |        | 15     | Vierde Prov. Luik | 3      |             |
| 2009/10 |        |        |        |        |        |        |        |        | 3      | Vierde Prov. Luik | 50     |             |
| 2010/11 |        |        |        |        |        |        |        |        | 12     | Vierde Prov. Luik | 22     |             |
| 2011/12 |        |        |        |        |        |        |        |        | 16     | Vierde Prov. Luik | 11     |             |
| 2012/13 |        |        |        |        |        |        |        |        | 16     | Vierde Prov. Luik | 5      |             |
| 2013/14 |        |        |        |        |        |        |        |        | 10     | Vierde Prov. Luik | 31     |             |
| 2014/15 |        |        |        |        |        |        |        |        | 15     | Vierde Prov. Luik | 0      |             |